# 3/4
3/4（4分の3、よんぶんのさん、しぶんのさん）は、0 と 1 の間にある有理数の一つである。小数表示すると 0.75 である。

## 数学的性質
- 3 ÷ 4 に等しい。
- 3/4は、素因数に2が含まれているN進法であれば有限小数になる。
  - 3/4 = 0.11(2) = 0.2020…(3) = 0.3333…(5) = 0.43(6) = 0.6(8) = 0.6666…(9) = 0.75(10) = 0.9(12) = 0.B3B3…(15) = 0.C(16) = 0.D9(18) = 0.F(20) になる。(下線部は循環節)

## その他3/4に関すること
- 全体に占める割合が 3/4 のものを三四半（例：三四半世紀）という。なお、第三四半期（第3四半期）はこの意味でなく、第3番目の四半期という意味である。
- 中国数学では強半と呼ぶ。
- ハリー・ポッターシリーズでホグワーツ行きの特急が出るのはキングス・クロス駅の 9 と 3/4 番線である。
- 音楽の4分の3拍子。
- スリークォーターバックス（日本語訳で「四分の三バックス」）は、ラグビーのポジション。十五人制ラグビーでは、11番～14番の選手が担当する。

## 符号位置
| 記号 | Unicode | JIS X 0213 | 文字参照               | 名称   |
| ---- | ------- | ---------- | ---------------------- | ------ |
| ¾    | U+00BE  | 1-9-20     | &frac34; &#xBE; &#190; | 4分の3 |